# Boundiali flygplats
Boundiali flygplats är en flygplats vid staden Boundiali i Elfenbenskusten. Den ligger i den nordvästra delen av landet, 300 km norr om huvudstaden Yamoussoukro. Boundiali flygplats ligger 392 meter över havet. IATA-koden är BXI och ICAO-koden DIBI.